# Bible de Douai

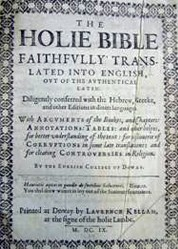
Page de titre de l'édition de 1609 de l'Ancien Testament.

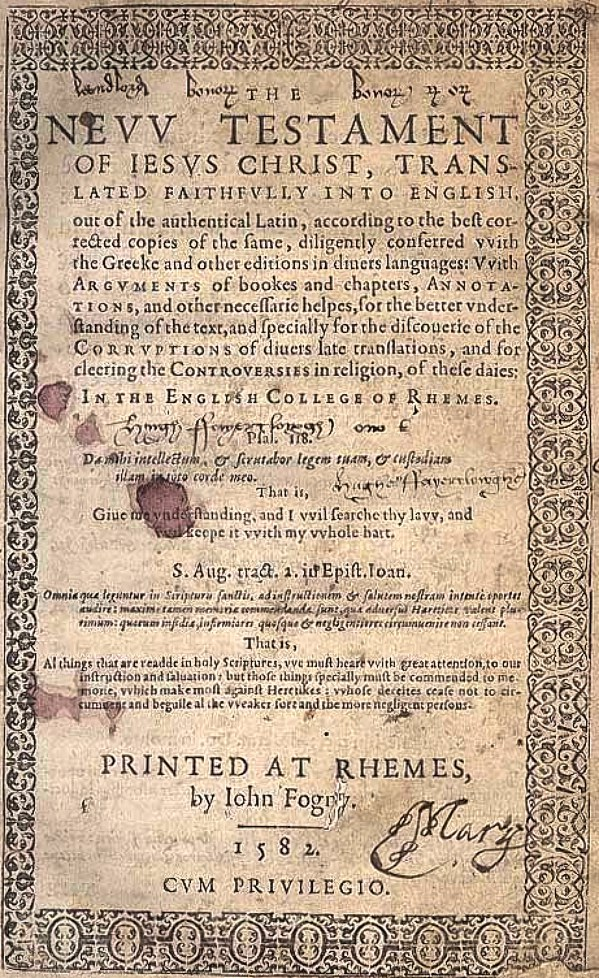
Bible Douai-Rheims : Nouveau Testament (1582).

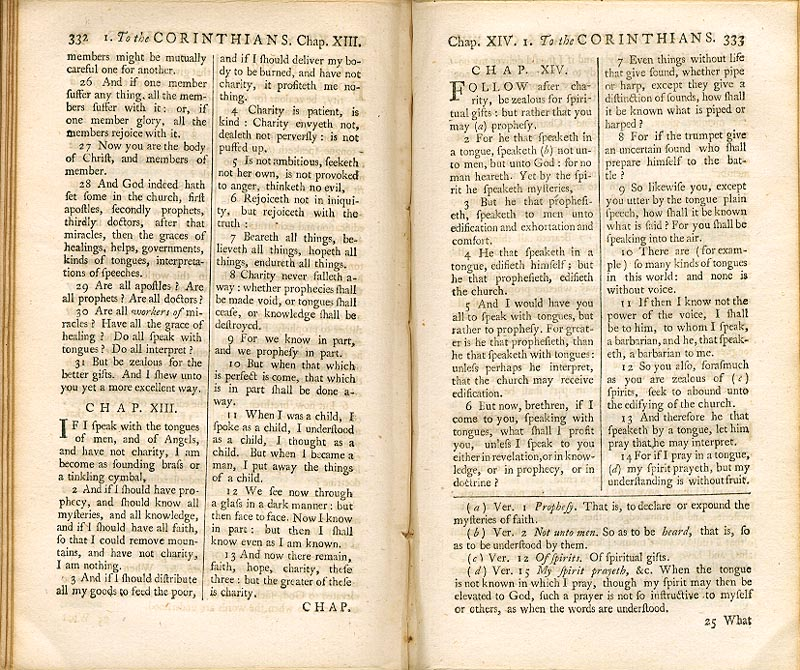
Bible de Douai : Révision du Nouveau Testament par Richard Challoner (1749).

La Bible de Douai (Douay–Rheims Bible ou simplement Douai Bible en anglais) est une traduction de la Bible en langue anglaise à partir de la Vulgate latine, entreprise par les membres du Collège anglais de Douai à la fin du XVIe siècle. Leur but avec cette traduction est d'appuyer la tradition catholique face à la Réforme protestante, qui domine alors de façon écrasante dans la religion élisabéthaine et les débats érudits. À ce titre, elle constitue un effort considérable de la part des catholiques anglais en faveur de la Contre-Réforme.
Le Nouveau Testament est publié en un seul volume en 1582 à Reims. L'Ancien Testament est publié près de trente ans plus tard par l'université de Douai en deux volumes : le premier, de la Genèse à Job, paraît en 1609, et le second, des Psaumes à 2 Macchabées, avec les apocryphes de la Vulgate, en 1610. Les notes marginales, qui présentent un caractère polémique et patristique marqué, occupent la majeure partie des volumes. Elles abordent également certains problèmes de traduction et s'intéressent aux textes sources, hébraïques et grecs, de la Vulgate.
Le Nouveau Testament est réimprimé en 1600, 1621 et 1633, et les deux volumes de l'Ancien Testament le sont en 1635, mais aucun par la suite pendant une centaine d'années. En 1589, William Fulke fit paraître un essai de réfutation du Nouveau Testament de Reims, en disposant en colonnes le texte complet de Reims et ses notes parallèlement au texte de la Bible des Évêques. Ce travail, largement diffusé en Angleterre, connaît trois rééditions jusqu'en 1633, et c'est surtout à travers les éditions de Fulke que le Nouveau Testament de Reims en est arrivé à exercer une influence importante sur le développement de l'anglais au XVIIe siècle.
Le vocabulaire de la traduction de 1582/1610 se caractérise par une forte influence latine, au point de la rendre incompréhensible par endroits. Pour pallier ce problème, l'évêque Richard Challoner entreprend une révision du texte, qui paraît entre 1749 et 1752. Sa version conserve le titre de « Bible de Douai », mais elle tend à s'appuyer sur le texte de la Bible du roi Jacques, soigneusement vérifié et adapté afin d'être plus lisible et plus cohérent avec l'édition de la Vulgate clémentine. Les nombreuses rééditions du texte de Challoner reprennent son Ancien Testament avec peu de changements, mais certaines Bibles américaines du XIXe siècle reprennent le Nouveau Testament tel que révisé par Bernard MacMahon dans une série d'éditions parues à Dublin entre 1783 et 1810. En revanche, la plupart des éditions imprimées en Angleterre suivent le texte original de Challoner ; c'est ce que font aussi la plupart des éditions du XXe siècle et les versions de la Bible de Douai qui circulent en ligne sur Internet.
Les églises catholiques des pays anglophones favorisent d'autres traductions de la Bible, comme la Bible de Jérusalem, la New American Bible (en), la Version Standard Révisée, la New Revised Standard Version et la New Jerusalem Bible. Néanmoins, la révision de la Bible de Douai par Challoner reste la Bible de prédilection des catholiques traditionalistes de langue anglaise.

## Origine

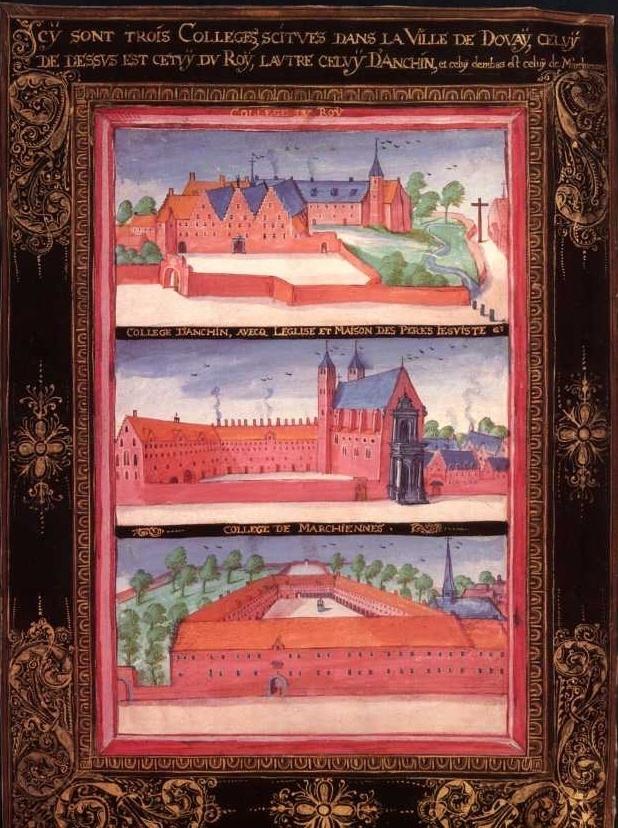
Collèges de l'université de Douai.

La ville de Douai était à la fin du XVIe siècle aux Pays-Bas espagnols et c'était une place forte du catholicisme. À la suite du schisme anglican, plusieurs catholiques britanniques s'y exilent.
Les exilés anglais pour des causes religieuses, ou récusants, n'étaient pas tous catholiques. Il y avait sur le continent des réfugiés catholiques mais aussi des puritains, et les uns comme les autres se servaient d'une version anglaise de la Bible. Le centre du catholicisme anglais était le Collège anglais de Douai (Université de Douai), fondé en 1568 par William Allen, ancien fellow du Queen's College à Oxford et chanoine d'York, futur cardinal ; son but était de former des prêtres pour ramener les Anglais au catholicisme. Et c'est à cette fin que fut réalisée la traduction catholique de la Bible en anglais. La traduction est financée par l'Espagne, et dure plus de trente ans.
Un tirage de quelques centaines ou plus du Nouveau Testament, sous format in-quarto (et non in-folio), fut publié dans les derniers mois de 1582 (Herbert # 177), au cours d'un déplacement temporaire du collège à Reims (en anglais Rheims), si bien qu'il est généralement connu sous le nom de Rheims New Testament. Bien qu'il fût mort l'année même de sa publication, cette traduction était principalement l'œuvre de Gregory Martin, ancien fellow du Collège Saint-Jean d'Oxford et ami proche d'Edmond Campion. Il était assisté par d'autres personnes à Douai, notamment Allen lui-même, Richard Bristow et Thomas Worthington, qui procédaient aux vérifications et fournissaient notes et annotations. On pense que l'Ancien Testament était prêt en même temps mais, par manque de fonds, il ne put être imprimé que plus tard, après le retour du collège à Douai (en anglais Douay) ; c'est pourquoi il est généralement connu sous le nom de Douay Old Testament. Il fut publié en deux volumes in-quarto datés de 1609 et 1610 (Herbert # 300). Il est remarquable que ces premières éditions du Nouveau et de l'Ancien Testament ont suivi la Bible de Genève, non seulement dans leur format in-quarto, mais aussi dans l'utilisation des caractères typographiques romans.
Comme traduction récente, le Nouveau Testament de Reims a exercé une influence sur les traducteurs de la Bible du roi Jacques (voir ci-dessous). Ensuite elle n'a plus présenté d'intérêt pour l'Église anglicane. Malgré les noms de lieu actuels Douai et Reims, on publie toujours cette Bible sous le nom de Douay–Rheims Bible, et elle a constitué la base de certaines Bibles catholiques ultérieures en anglais.
On lit sur la page de titre : La Sainte Bible, fidèlement traduite en anglais à partir du texte latin authentique, soigneusement comparé avec les éditions hébraïques, grecques et autres. La cause du retard était notre misérable état de bannis, mais il y avait aussi le problème de concilier l'édition latine avec les autres. William Allen se rendit à Rome et travailla, avec d'autres érudits, à la révision de la Vulgate. L'édition Sixtine fut publiée en 1590 et le texte définitif, dit Vulgate clémentine, suivit en 1592. Ces révisions de la Vulgate permirent au Dr Worthington de dire dans la préface: « Nous avons à nouveau vérifié cette traduction en anglais et l'avons rendue conforme à l'édition latine la plus parfaite. »

## Style de la Bible de Douai
La Bible de Douai est une traduction de la Vulgate latine, qui est elle-même une traduction des textes hébraïques, araméens et grecs. La Vulgate a été créée en grande partie grâce au travail de saint Jérôme (345-420), dont la traduction a été déclarée la version latine authentique de la Bible par le concile de Trente. Bien que les érudits catholiques de Douai eussent « fait des comparaisons » avec les originaux hébraïques et grecs, ainsi que « d'autres éditions en diverses langues », [2] leur but avoué était de traduire à partir de la Vulgate latine, pour des raisons de précision comme ils l'indiquent dans leur préface, ce qui les conduisait à produire, par endroits, une syntaxe guindée et des latinismes. Le court passage suivant (Éphésiens 3:6-12), en est un bel exemple (on n'a pas modernisé, bien sûr, les conventions orthographiques alors en usage) :

« The Gentils to be coheires and concorporat and comparticipant of his promis in Christ JESUS by the Gospel: whereof I am made a minister according to the gift of the grace of God, which is given me according to the operation of his power. To me the least of al the sainctes is given this grace, among the Gentils to evangelize the unsearcheable riches of Christ, and to illuminate al men what is the dispensation of the sacrament hidden from worldes in God, who created al things: that the manifold wisedom of God, may be notified to the Princes and Potestats in the celestials by the Church, according to the prefinition of worldes, which he made in Christ JESUS our Lord. In whom we have affiance and accesse in confidence, by the faith of him. »

Ailleurs, cependant, le texte anglais du Nouveau Testament de Reims suit plus ou moins étroitement la version protestante donnée pour la première fois par William Tyndale en 1525, même si le texte de base pour les traducteurs de Reims semble être la révision de Tyndale utilisée dans un Nouveau Testament bilingue anglais et latin, publié par Miles Coverdale à Paris en 1538. En outre, les traducteurs se sont montrés particulièrement précis dans leur interprétation de l'article défini du grec vers l'anglais, et dans leur reconnaissance des distinctions subtiles entre les temps du passé en grec, ce qui, ni dans un cas ni dans l'autre, ne se retrouve dans la Vulgate latine. Il en résulte que le Nouveau Testament de Reims est nettement moins une nouvelle version de Jérôme, et elle doit un peu plus aux textes originaux que les traducteurs ne l'admettent dans leur préface. Lorsque ceux-ci s'écartent du texte de Coverdale, ils adoptent souvent des lectures trouvées dans la Bible de Wycliff ; c'est que cette version avait été traduite de la Vulgate et avait été largement utilisée par le clergé catholique de langue anglaise, peu conscients qu'elle devait ses origines aux Lollards.
Ce n'en est pas moins la traduction d'une traduction, et si beaucoup de traductions très estimées de la Bible ont encore recours à la Vulgate, en particulier pour expliquer certains passages difficiles de l'Ancien Testament, presque toutes les versions modernes se font directement à partir des textes bibliques en hébreu, en araméen et en grec, sans recourir à une version secondaire, ce qu'est la Vulgate. (La raison qui a poussé les traducteurs à préférer la Vulgate dans de nombreux cas a été expliquée dans leur préface, ils insistent sur les altérations advenues aux divers textes « originaux » disponibles à leur époque, et affirment que saint Jérôme avait eu accès à des manuscrits qui ont été détruits par la suite ; enfin ils s'appuient sur le Concile de Trente qui a décrété que la Vulgate était exempte d'erreurs doctrinales.)
Dans leur décision d'appliquer systématiquement un langage latinisé plutôt que l'anglais de tous les jours afin de mieux rendre la terminologie religieuse, les traducteurs de Reims-Douai ont continué une tradition établie par Thomas More et Stephen Gardiner dans leurs critiques des traductions bibliques de William Tyndale. En effet, Gardiner avait lui-même appliqué ces principes en 1535 pour créer une version profondément révisée (qui malheureusement n'a pas survécu) des traductions faites par Tyndale des évangiles de Luc et de Jean. More et Gardiner avait fait valoir que les termes latins étaient plus précis dans leur sens que leurs équivalents anglais, et que par conséquent il fallait les conserver sous une forme anglicisée afin d'éviter des ambiguïtés. David Norton observe, cependant, que la version de Reims-Douai élargit considérablement ce principe. Dans la préface du Nouveau Testament de Reims, les traducteurs critiquent la Bible de Genève pour son effort constant et intentionnel de rendre le texte biblique en un anglais clair et compréhensible :

« Dans les endroits difficiles nous n'avons pas la prétention de modifier l'expression ou les phrases, mais de les conserver religieusement mot pour mot, et point par point, de crainte d'altérer ou de restreindre au gré de notre fantaisie la signification de ce qu'a dit l'Esprit saint. »

Cela ajoute aux arguments de More et de Gardiner l'argument opposé que les versions précédentes en anglais courant avait indûment donné une signification claire à des passages qui étaient obscurs dans le texte source en grec ;  en pareil cas la Vulgate latine avait souvent eu tendance à rendre plutôt le grec littéralement, même au risque d'aboutir à une mauvaise constructions latine. En effet, les traducteurs de Reims font valoir que, lorsque le texte source est ambigu ou obscur, une traduction fidèle en anglais devrait l'être également, avec simplement une discussion dans une note marginale des différentes façons de comprendre le texte.
La traduction a été préparée dans le but bien déterminé de s'opposer aux traductions protestantes (qui elles aussi avaient des motifs polémique). Les notes et les annotations étaient là pour refléter les positions catholiques. C'est bien sûr le canon biblique du Concile de Trente qui fut utilisé, incorporant dans l'Ancien Testament les livres deutérocanoniques, et ne rejetant que 3 Esdras, 4 Esdras et la Prière de Manassé dans la section des apocryphes.

## Postérité
Jusqu'au XXe siècle, il s'agissait de la seule Bible en anglais approuvée pour les catholiques. La Bible de Douai est considérée comme une traduction de référence parmi les catholiques anglo-saxons.

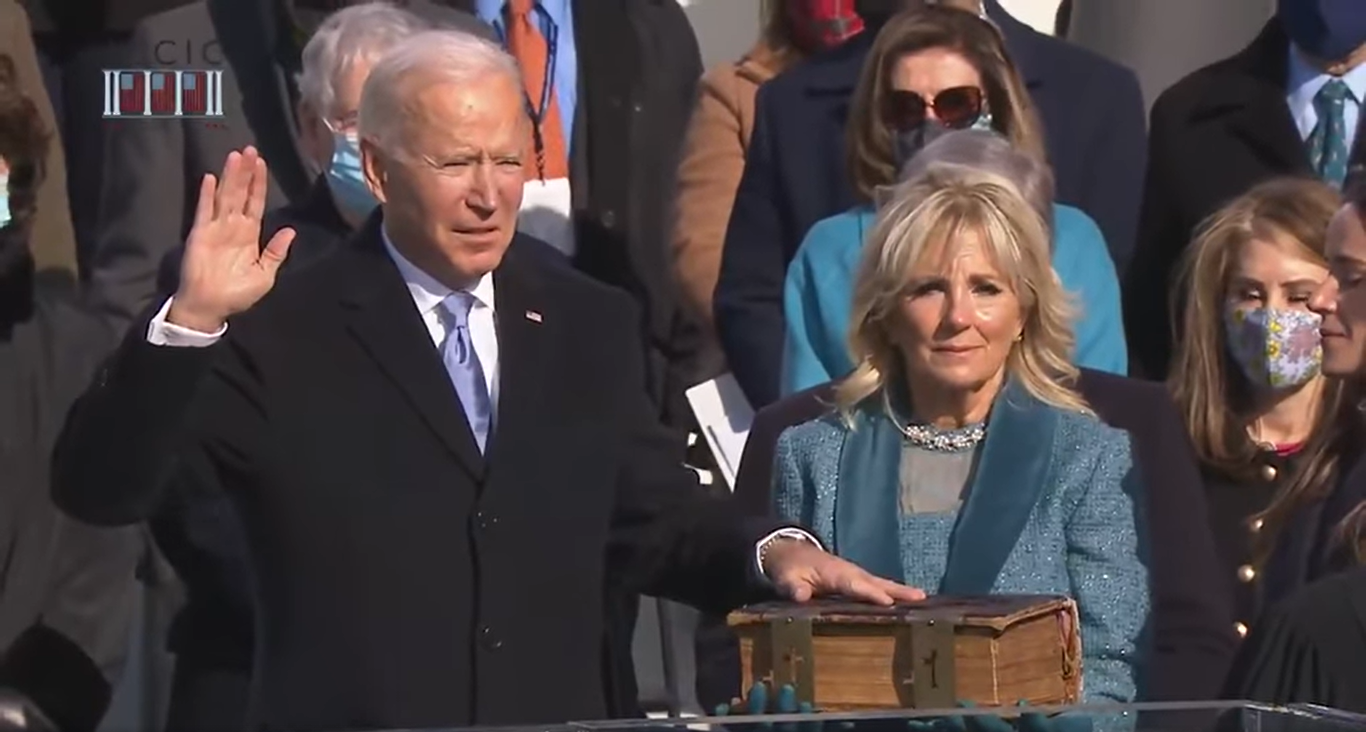
Joe Biden prête serment sur une Bible de Douai.

Lors de sa cérémonie d'investiture en tant que 46e président des États-Unis, Joe Biden prête serment sur une Bible de Douai,.

## Sources
- Une grande partie du texte ci-dessus a été prise de l'article « English Versions » dû à Sir Frederic G. Kenyon dans le Dictionary of the Bible édité par James Hastings (New York: Charles Scribner's Sons, 1909).
- A. S. Herbert, Historical Catalogue of Printed Editions of the English Bible 1525–1961, Londres : British and Foreign Bible Society ; New York : American Bible Society, 1968. SBN 564-00130-9.

- (en) Cet article est partiellement ou en totalité issu de l’article de Wikipédia en anglais intitulé « Douay–Rheims Bible » (voir la liste des auteurs).